# Orava (řeka)
Orava (polsky Orawa, maďarsky Arva) je řeka na severozápadním Slovensku v historickém regionu Orava. Je 60,3 km dlouhá a její povodí má rozlohu 1991,8 km². Část toku je vyhlášena za chráněný areál Rieka Orava.

## Průběh toku
Vzniká soutokem Bílé a Černé Oravy; na jejich soutoku byla vystavena Oravská přehrada. Z přehrady vytéká pod jménem Orava jihozápadním směrem. Poblíž obce Kraľovany ústí do Váhu v nadmořské výšce 431 m.

### Přítoky
- zleva – Oravica, Studený potok, Krivský potok, Chlebnický potok, Šarý Grúň, Pribiš, Pucov, Jasenovský potok, Mlynský potok, Trsteník, Žaškovský potok
- zprava – Ráztoka, Podbielsky Cickov, Dlžiansky Cickov, Dubový potok, Skalický potok, Račová, Racibor, Jelšava, Lehotský potok, Orvišník, Istebnianka, Zázrivka, Bystrička

## Vodní režim
Největší průtok má v březnu a v dubnu, když taje sníh, naopak nejmenší v lednu a v únoru. Historicky nejnižší průtok byl zaznamenán ještě před vybudováním přehradní nádrže – 4,8 m³/s, největší až po jejím dobudování 19. června 1958 – 2300 m³/s.